# Hegemus peregrinus
Hegemus peregrinus är en skalbaggsart som beskrevs av Edgar von Harold 1878. Hegemus peregrinus ingår i släktet Hegemus och familjen Cetoniidae. Inga underarter finns listade i Catalogue of Life.